# 布科韋爾

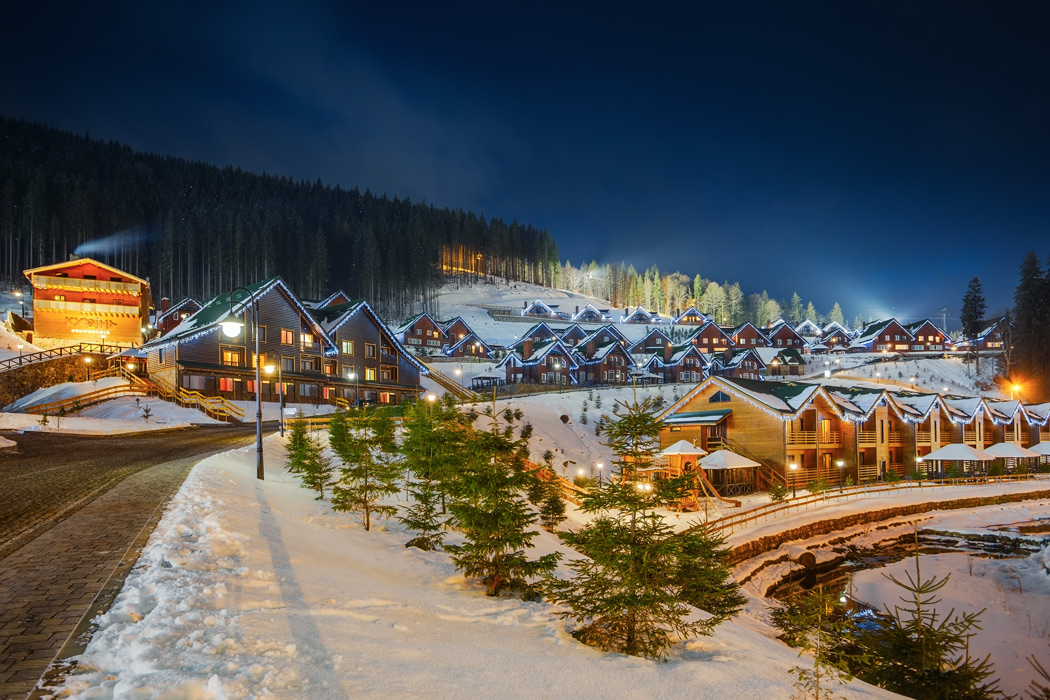
布科韦爾

布科韦爾（烏克蘭語：Буковель）是東歐最大的滑雪勝地，位於烏克蘭西部伊万諾-弗蘭科夫斯克州纳德维尔纳区，其中一部分屬於國有資產。該度假村位於喀爾巴阡山脈的山脊線上，海拔900公尺。